# Steatoda caspia
Espèce
Steatoda caspia est une espèce d'araignées aranéomorphes de la famille des Theridiidae.

## Distribution
Cette espèce est endémique du Kazakhstan. Elle se rencontre dans l'oblys d'Atyraou.

## Description
Le mâle holotype mesure 4,5 mm et les femelles de 5,5 à 6,1 mm.

## Étymologie
Son nom d'espèce lui a été donné en référence au lieu de sa découverte, la  mer Caspienne.

## Publication originale
- Ponomarev, 2007 : New taxa of spiders (Aranei) from the south of Russia and western Kazakhstan. Caucasian Entomological Bulletin, vol. 3, p. 87-95.